# Parabopyrella elongata
Parabopyrella elongata là một loài chân đều trong họ Bopyridae. Loài này được Shiino miêu tả khoa học năm 1949.